# Football (essai)
Pour les articles homonymes, voir Football.
Football est un essai de Jean-Philippe Toussaint paru le 24 septembre 2015 aux éditions de Minuit. Le livre a reçu le Grand prix « sport et littérature » 2015.

## Écriture de l'essai
Jean-Philippe Toussaint, à travers ce récit très personnel de ses souvenirs et de son rapport au football, poursuit son travail d'analyse d'un sport qu'il affectionne particulièrement et pour lequel, en tant que journaliste-reporter pour divers quotidiens (dont Libération), il a fréquemment consacré des articles de presse lors de la Coupe du monde de football de 2002 ou un précédent opuscule, La Mélancolie de Zidane (2006), centré sur la fameuse finale de la Coupe du monde de football de 2006 et le coup de tête de Zidane.

## Résumé
En incipit, l'auteur annonce : 

« Voici un livre qui ne plaira à personne, ni aux intellectuels qui ne s'intéressent pas au football, ni aux amateurs de football qui le trouveront trop intellectuel. »

Justifiant alors ne pas vouloir « rompre le fil ténu qui [le] relie encore au monde », Jean-Philippe Toussaint décrit ce que représente pour lui ce sport : une cosa mentale, empruntant à Léonard de Vinci. Se remémorant ses souvenirs d'enfance en Belgique et en France, il évoque l'importance des stades, des maillots, du trophée des vainqueurs, le sentiment chauviniste du supporter. Mais il inscrit surtout ce sport dans le temps, que ce soit l'écoulement du temps lors du déroulement d'une partie – le match de football est une « denrée périssable » qui ne supporte que le présent – ou le souvenir, les émotions, les images qui s'inscrivent dans la mémoire du spectateur – les mots, surtout écrits, ayant alors le pouvoir de « réactiver la magie du football » –.
Il ouvre ensuite une séquence de souvenirs personnels et d'anecdotes concernant son implication, faible durant la Coupe du monde de 1998 en France, très importante comme journaliste et reporter lors de celle de 2002 en Corée et au Japon, et nettement frustrée lors de celle de 2006 en Allemagne où il ne put, faute au système de réservation, obtenir quasiment aucun ticket pour les matches. Quant à celle de 2010 en Afrique du Sud, il la suit qu'épisodiquement à la télévision depuis le circuit des 24h du Mans en partie en compagnie de Jeff Koons sur lequel il enquête. Finalement la Coupe du monde de football de 2014 au Brésil marque une certaine distanciation avec ce sport et l'événement qui est suivi depuis sa villégiature au Cap Corse, en paiement à la séance sur l'internet, diffusion mise à mal autant par le débit médiocre de la connexion que par un orage diluvien coupant finalement l'électricité de tout le secteur : l'ultime séance de tirs au but lors de la demi-finale entre les Pays-Bas et l'Argentine est toutefois captée sur un petit transistor collé à l'oreille recevant une improbable station de radio italienne.

## Réception critique
Philippe Lançon dans Libération souligne avec une délicate ironie que l'auteur c'est « Proust au stade » réussissant « un exercice mutin – mais tenace – de remémoration et, finalement, l’expression orgueilleuse d’un art poétique » dans un livre « délicat, précis, élégant, d’un humour dérivant. » Pour L'Express également, l'essai « saisit admirablement le lien entre le ballon rond et l'enfance » et s'apparente à une « divagation proustienne, doublée d'un autoportrait. » Jérôme Garcin dans L'Obs considère qu'il s'agit d'un « merveilleux petit livre du grand Jean-Philippe Toussaint » lorsque Jean Birnbaum, dans Le Monde, précise que « ce texte entrelace le désir d’écriture et l’amour du ballon rond [...] sous une plume sensible et narquoise. »
Plus nuancé, Jérôme Latta – responsable des pages « Football » dans Le Monde – considère que si l'auteur « n’échappe pas vraiment à ce travers consistant à ne pas prendre le football assez au sérieux », il rappelle avant tout que « le projet est bien littéraire » et que Jean-Philippe Toussaint « livr[e] toutefois une vraie représentation du football, le plus souvent de manière personnelle, parfois en atteignant avec une rare acuité l’essence [de ce sport... et ] saisit ainsi, avec élégance et quelque profondeur, le lien intime entre le football et le temps qui s’écoule dans chacune de nos vies ».

## «Prolongations»
Football a eu plusieurs prolongements dans le monde du football. À l'issue de l'année 2015 et de la publication cet essai, le quotidien sportif L'Équipe consacre une longue tribune à Jean-Philippe Toussaint dans l'optique de l'année sportive à venir et en particulier des Diables rouges lors du Championnat d'Europe de football en France. Pour la célébration du centenaire de la Fédération française de football en 2019, cette dernière demande à Jean-Philippe Toussaint un texte inédit sur ce sport qui, associé à une estampe originale du peintre franco-islandais Erró, est inclus dans un portefolio signé des deux artistes. Il est réalisé par le Centre d'édition d'art Cristel (à Saint-Malo) et est tiré à seulement 350 exemplaires numérotés, donnés aux dirigeants bénévoles de la fédération.

## Éditions
- Les Éditions de Minuit, 2015,  (ISBN 9782707328984).
- (de) Fußball[10], trad. Joachim Unseld, éd. Frankfurter Verlagsanstalt, 2016,  (ISBN 978-3627002275).
- (en) Football[11], trad. Shaun Whiteside, Fitzcarraldo Editions, 2016  (ISBN 978-1910695173).
- (da) Fodbold[12], trad. Bjørn Bredal, éd. Gyldendal, 2016  (ISBN 9788702209792).
- (nl) Voetbal, trad. Marianne Kaas, Bleiswijk, Uitgeverij Vleugels, 2016  (ISBN 9789078627210).